# Saison 2016 de l'équipe cycliste FDJ
La saison 2016 de l'équipe cycliste FDJ est la vingtième de cette équipe. Elle est marquée par la victoire du sprinter Arnaud Démare lors de la classique Milan-San Remo. Thibaut Pinot, leader de l'équipe pour les courses par étapes, effectue un bon début de saison avec une victoire au Critérium international, des victoires d'étape sur le Tour de Romandie et le Critérium du Dauphiné et un titre de champion de France du contre-la-montre, mais connaît un Tour de France décevant. La FDJ termine la saison avec vingt victoires, et est onzième du classement par équipes du World Tour.

## Préparation de la saison 2016

### Sponsors et financement de l'équipe
Depuis sa création en 1997, l'équipe appartient à la Française des jeux, entreprise publique française de jeux de loterie et de paris sportifs, via une filiale, la Société de Gestion de l'Échappée,. L'entité est dirigée depuis ses débuts par Marc Madiot. La Française des jeux, qui renouvelle son partenariat à plusieurs reprises, décide en début d'année 2016 de s'engager jusqu'en fin d'année 2018.

### Arrivées et départs
| Arrivées              | Équipe 2015        |
| --------------------- | ------------------ |
| Odd Christian Eiking  | Joker              |
| Marc Fournier         | CC Nogent-sur-Oise |
| Daniel Hoelgaard      | Joker              |
| Ignatas Konovalovas   | Marseille 13 KTM   |
| Jérémy Maison         | CC Étupes          |
| Sébastien Reichenbach | IAM                |

| Départs           | Équipe 2016            |
| ----------------- | ---------------------- |
| David Boucher     | Crelan-Vastgoedservice |
| Anthony Geslin    | retraite               |
| Arnold Jeannesson | Cofidis                |
| Francis Mourey    | Fortuneo-Vital Concept |
| Jussi Veikkanen   | retraite               |

## Déroulement de la saison

### Pré-saison et début de saison
Un premier stage de cohésion préparatoire à la saison 2016 est effectué par l'équipe FDJ en Haute-Savoie en novembre 2015. Ce stage réunit l'ensemble du personnel de l'équipe cycliste, soit 65 personnes. Ce stage est une nouveauté pour l'équipe, les années précédentes commençant traditionnellement par un stage d'entraînement à Renazé, commune natale du manager de la formation française Marc Madiot. Un autre stage se déroule à Calp en décembre.
La première victoire de l'équipe de la saison est obtenue le 11 février lors de la première étape de La Méditerranéenne. Cette victoire est obtenue lors d'un contre-la-montre par équipes, une première pour la formation française dans son histoire. Le lendemain, Arnaud Démare s'impose sur la deuxième étape.

### Mai-juin
Avant le début du Tour de France, plusieurs coureurs ont leur contrat avec l'équipe FDJ étendu jusqu'en fin d'année 2018. Il s'agit de Thibaut Pinot, Arnaud Démare, Marc Sarreau et Olivier Le Gac.

## Coureurs et encadrement technique

### Effectif
| Cycliste                 | Date de naissance | Nationalité | Équipe 2015               |  |
| ------------------------ | ----------------- | ----------- | ------------------------- |  |
| William Bonnet           | 25 juin 1982      | France      | FDJ                       |  |
| Sébastien Chavanel       | 21 mars 1981      | France      | FDJ                       |  |
| Arnaud Courteille        | 13 mars 1989      | France      | FDJ                       |  |
| Mickaël Delage           | 6 août 1985       | France      | FDJ                       |  |
| Arnaud Démare            | 26 août 1991      | France      | FDJ                       |  |
| Odd Christian Eiking     | 28 décembre 1994  | Norvège     | Joker                     |  |
| Kenny Elissonde          | 22 juillet 1991   | France      | FDJ                       |  |
| Murilo Fischer           | 16 juin 1979      | Brésil      | FDJ                       |  |
| Marc Fournier            | 12 novembre 1994  | France      | CC Nogent-sur-Oise        |  |
| Alexandre Geniez         | 16 avril 1988     | France      | FDJ                       |  |
| Daniel Hoelgaard         | 1er juin 1993     | Norvège     | Joker                     |  |
| Ignatas Konovalovas      | 8 décembre 1985   | Lituanie    | Marseille 13 KTM          |  |
| Matthieu Ladagnous       | 12 décembre 1984  | France      | FDJ                       |  |
| Johan Le Bon             | 3 octobre 1990    | France      | FDJ                       |  |
| Olivier Le Gac           | 27 août 1993      | France      | FDJ                       |  |
| Pierre-Henri Lecuisinier | 30 juin 1993      | France      | FDJ                       |  |
| Jérémy Maison            | 21 juillet 1993   | France      | CC Étupes                 |  |
| Lorrenzo Manzin          | 26 juillet 1994   | France      | FDJ                       |  |
| Steve Morabito           | 30 janvier 1983   | Suisse      | FDJ                       |  |
| Yoann Offredo            | 12 novembre 1986  | France      | FDJ                       |  |
| Laurent Pichon           | 19 juillet 1986   | France      | FDJ                       |  |
| Cédric Pineau            | 8 mai 1985        | France      | FDJ                       |  |
| Thibaut Pinot            | 29 mai 1990       | France      | FDJ                       |  |
| Sébastien Reichenbach    | 28 mai 1989       | Suisse      | IAM                       |  |
| Kévin Réza               | 18 mai 1988       | France      | FDJ                       |  |
| Anthony Roux             | 18 avril 1987     | France      | FDJ                       |  |
| Jérémy Roy               | 22 juin 1983      | France      | FDJ                       |  |
| Marc Sarreau             | 10 juin 1993      | France      | FDJ                       |  |
| Benoît Vaugrenard        | 5 janvier 1982    | France      | FDJ                       |  |
| Arthur Vichot            | 26 novembre 1988  | France      | FDJ                       |  |
| Stagiaire                | Date de naissance | Nationalité | Équipe 2016               |  |
| Fabien Doubey            | 21 octobre 1993   | France      | CC Étupes                 |  |
| David Gaudu              | 10 octobre 1996   | France      | Côtes d'Armor-Marie Morin |  |
| Léo Vincent              | 6 novembre 1995   | France      | CC Étupes                 |  |

Portraits
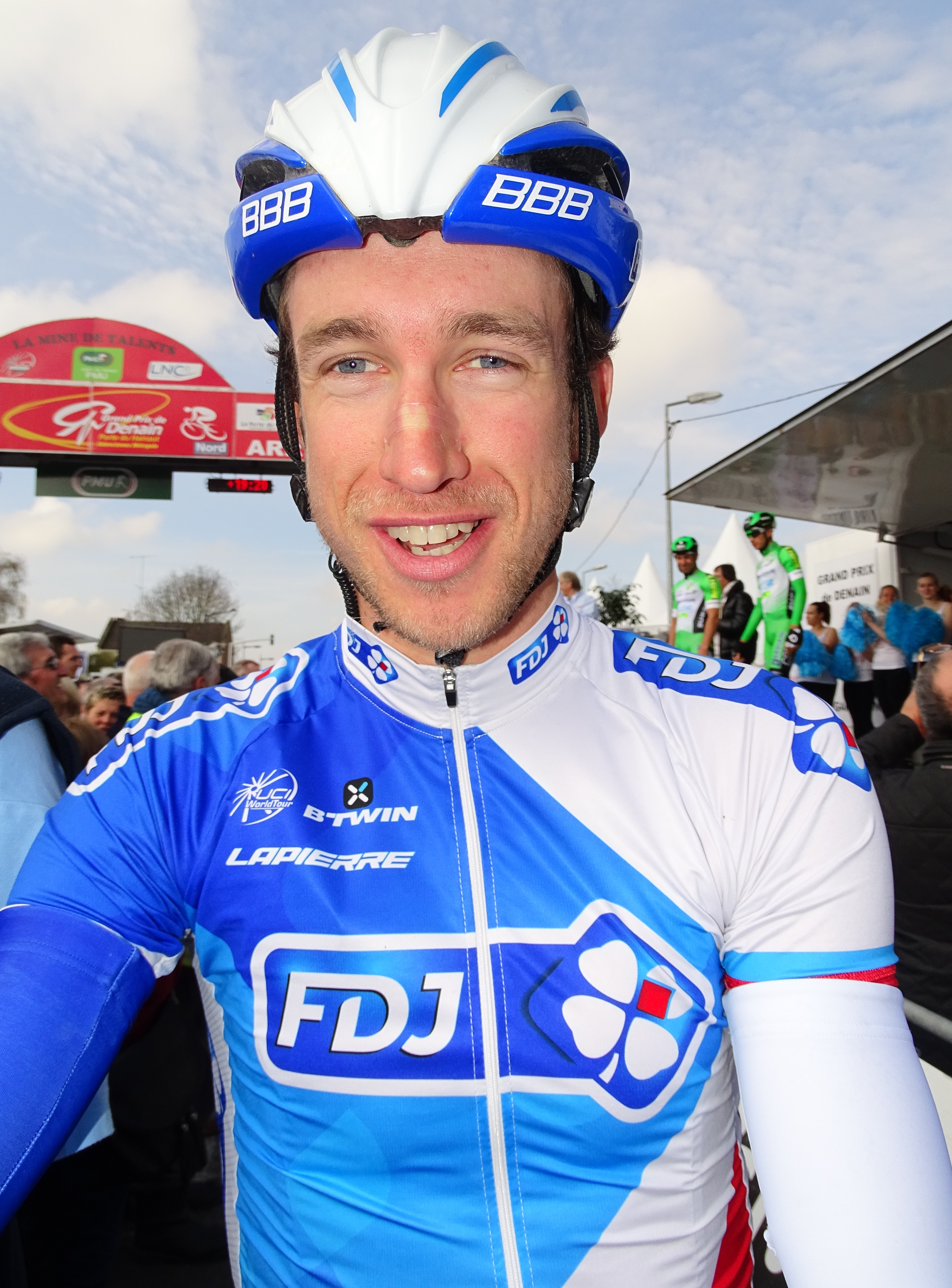
Alexandre Geniez.
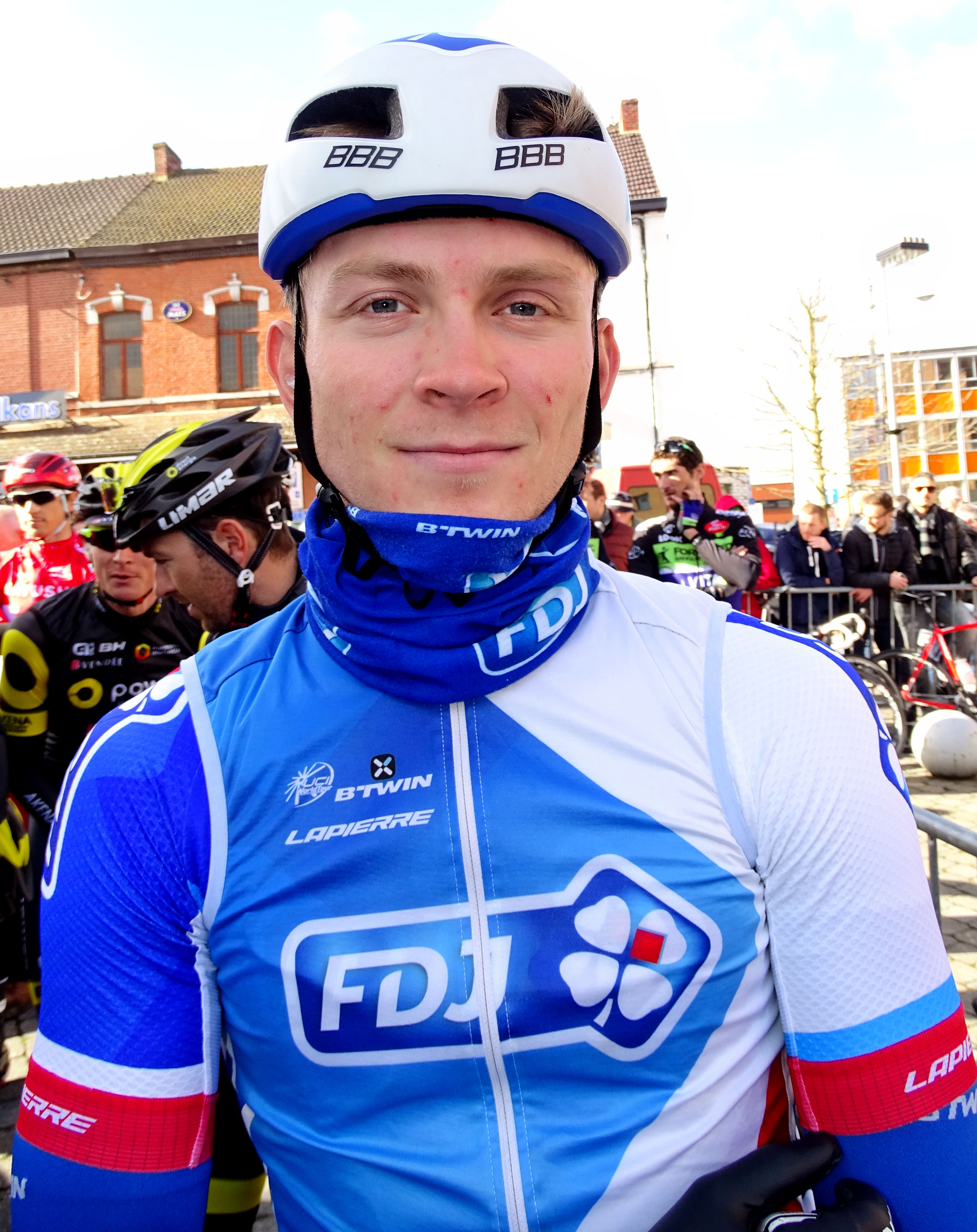
Daniel Hoelgaard.
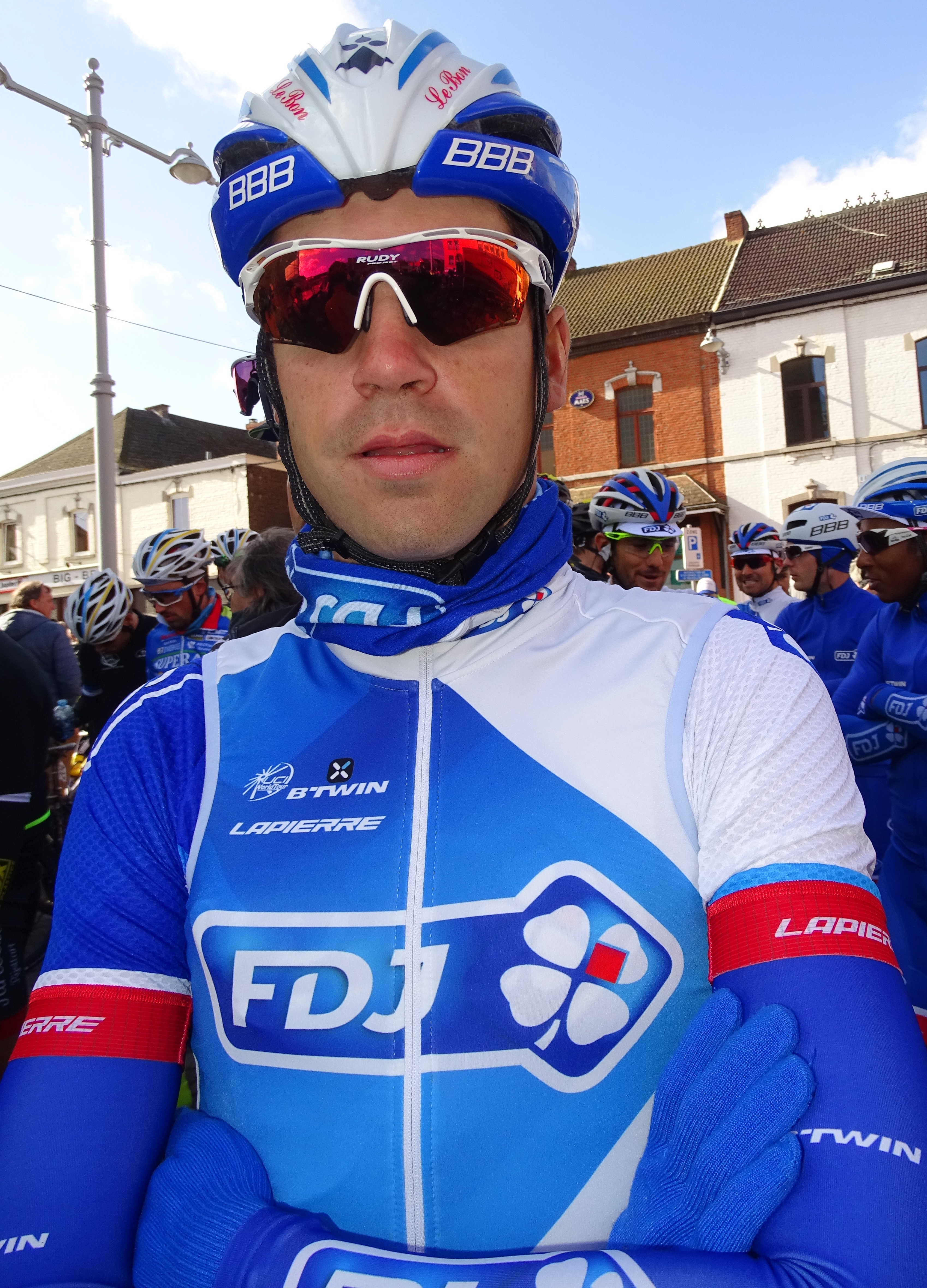
Johan Le Bon.
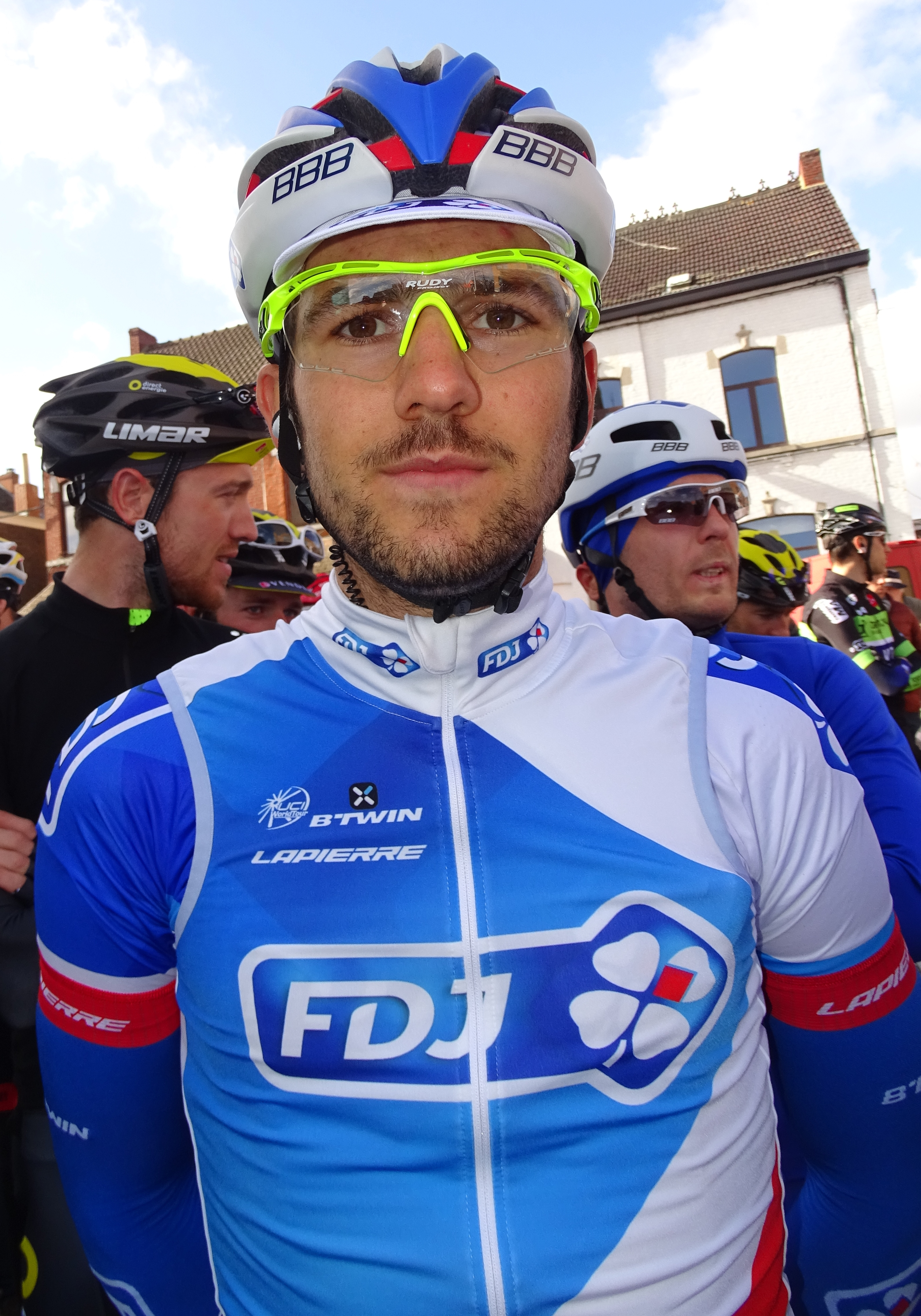
Olivier Le Gac.
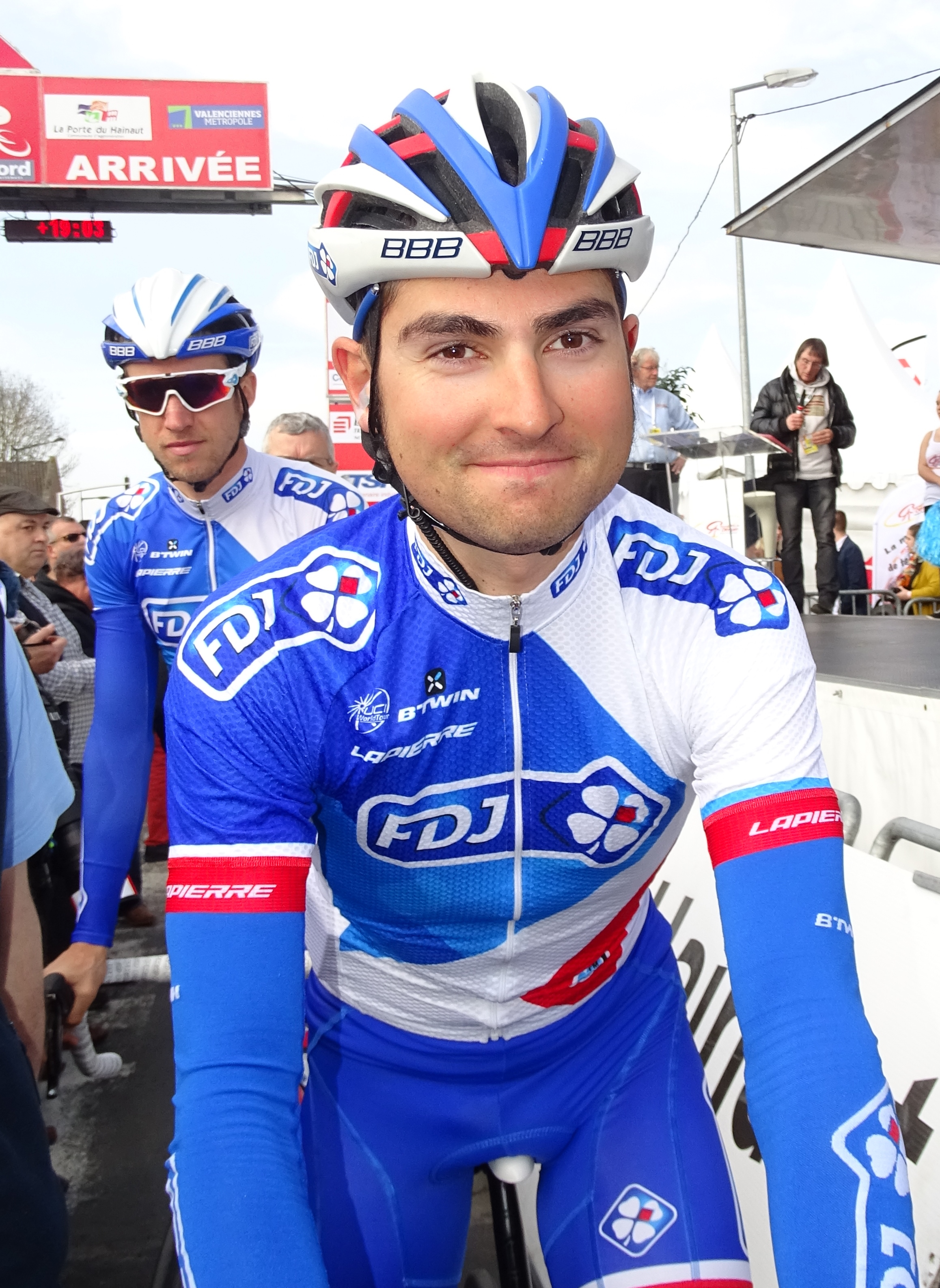
Pierre-Henri Lecuisinier.
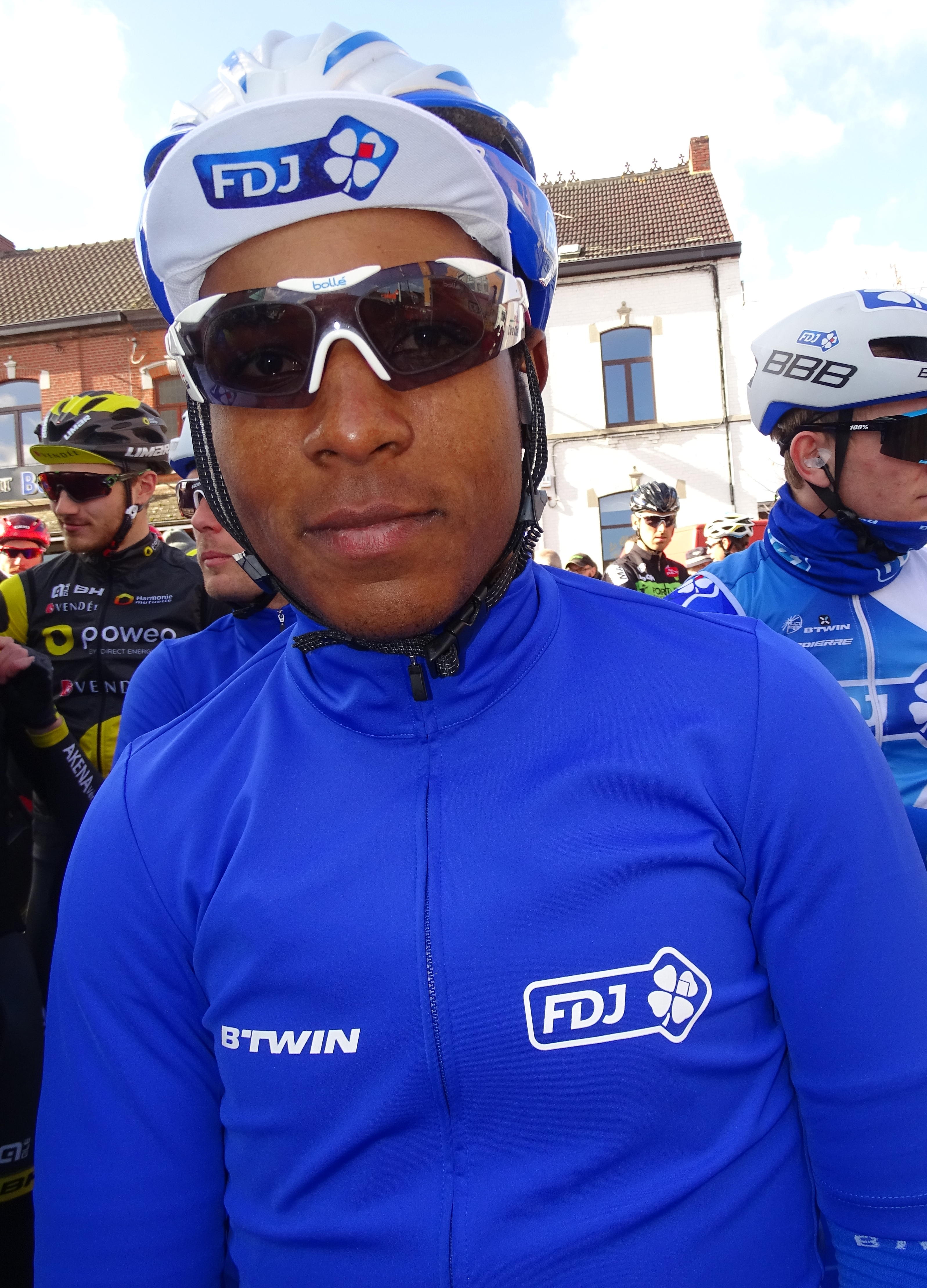
Lorrenzo Manzin.
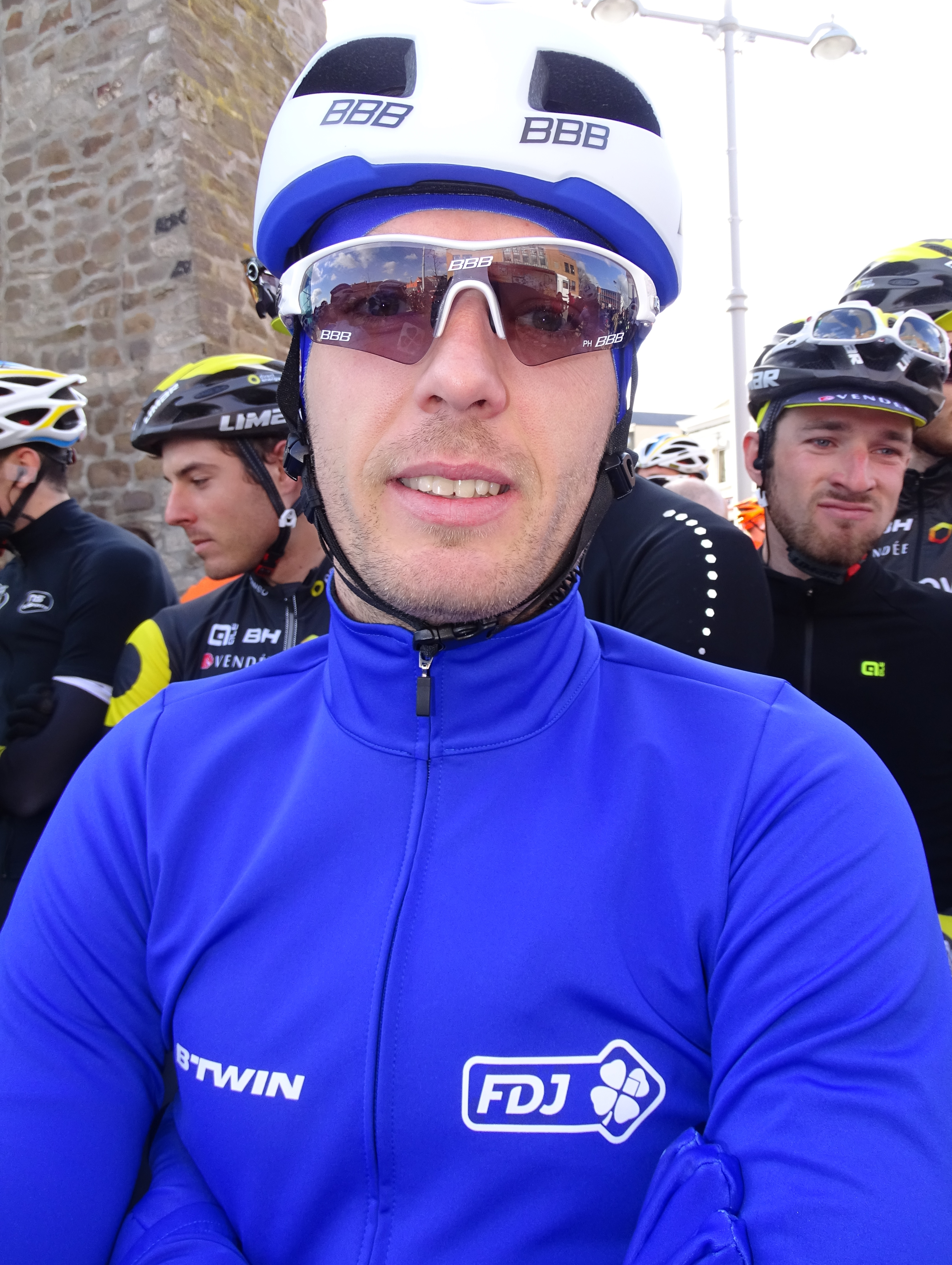
Cédric Pineau.

## Bilan de la saison

### Victoires
| Date       | Course                                        | Pays     | Classe | Vainqueur           |
| ---------- | --------------------------------------------- | -------- | ------ | ------------------- |
| 11/02/2016 | 1re étape de La Méditerranéenne               | Espagne  | 2.1    | FDJ                 |
| 12/02/2016 | 2e étape de La Méditerranéenne                | France   | 2.1    | Arnaud Démare       |
| 21/02/2016 | 2e étape du Tour du Haut-Var                  | France   | 2.1    | Arthur Vichot       |
| 21/02/2016 | Classement général du Tour du Haut-Var        | France   | 2.1    | Arthur Vichot       |
| 07/03/2016 | 1re étape de Paris-Nice                       | France   | WT     | Arnaud Démare       |
| 19/03/2016 | Milan-San Remo                                | Italie   | WT     | Arnaud Démare       |
| 26/03/2016 | 2e étape du Critérium international           | France   | 2.HC   | Thibaut Pinot       |
| 27/03/2016 | 3e étape du Critérium international           | France   | 2.HC   | Thibaut Pinot       |
| 27/03/2016 | Classement général du Critérium international | France   | 2.HC   | Thibaut Pinot       |
| 05/04/2016 | 1re étape du Circuit de la Sarthe             | France   | 2.1    | Marc Fournier       |
| 08/04/2016 | Classement général du Circuit de la Sarthe    | France   | 2.1    | Marc Fournier       |
| 29/04/2016 | 3e étape du Tour de Romandie                  | Suisse   | WT     | Thibaut Pinot       |
| 11/06/2016 | 6e étape du Critérium du Dauphiné             | France   | WT     | Thibaut Pinot       |
| 19/06/2016 | 5e étape de la Route du Sud                   | France   | 2.1    | Arnaud Démare       |
| 23/06/2016 | Championnat de France du contre-la-montre     | France   | CN     | Thibaut Pinot       |
| 23/06/2016 | Championnat de Lituanie du contre-la-montre   | Lituanie | CN     | Ignatas Konovalovas |
| 26/06/2016 | Championnat de France sur route               | France   | CN     | Arthur Vichot       |
| 13/08/2016 | 4e étape du Tour de l'Ain                     | France   | 2.1    | Alexandre Geniez    |
| 22/08/2016 | 3e étape du Tour d'Espagne                    | Espagne  | WT     | Alexandre Geniez    |
| 04/10/2016 | Binche-Chimay-Binche                          | Belgique | 1.1    | Arnaud Démare       |

### Résultats sur les courses majeures
Les tableaux suivants représentent les résultats de l'équipe dans les principales courses du calendrier international (les cinq classiques majeures et les trois grands tours). Pour chaque épreuve est indiqué le meilleur coureur de l'équipe, son classement ainsi que les accessits glanés par FDJ sur les courses de trois semaines.

#### Classiques
| Classique            | Milan-San Remo      | Tour des Flandres    | Paris-Roubaix      | Liège-Bastogne-Liège | Tour de Lombardie           |
| -------------------- | ------------------- | -------------------- | ------------------ | -------------------- | --------------------------- |
| Coureur (classement) | Arnaud Démare (1er) | Mickaël Delage (44e) | Johan Le Bon (83e) | Anthony Roux (57e)   | Sébastien Reichenbach (23e) |

#### Grands tours
| Grand tour           | Tour d'Italie           | Tour de France              | Tour d'Espagne                        |
| -------------------- | ----------------------- | --------------------------- | ------------------------------------- |
| Coureur (classement) | Benoît Vaugrenard (91e) | Sébastien Reichenbach (14e) | Kenny Elissonde (20e)                 |
| Accessits            | -                       | -                           | 1 victoire d'étape (Alexandre Geniez) |

### Classement UCI
L'équipe FDJ termine à la onzième place du World Tour avec 516 points. Ce total est obtenu par l'addition des points des cinq meilleurs coureurs de l'équipe au classement individuel que sont Thibaut Pinot, 17e avec 206 points, Arnaud Démare, 25e avec 154 points, Sébastien Reichenbach, 64e avec 84 points, Anthony Roux, 80e avec 56 points, et Alexandre Geniez, 138e avec 16 points,.
| Rang | Coureur               | Points |
| ---- | --------------------- | ------ |
| 17   | Thibaut Pinot         | 206    |
| 25   | Arnaud Démare         | 154    |
| 64   | Sébastien Reichenbach | 84     |
| 80   | Anthony Roux          | 56     |
| 138  | Alexandre Geniez      | 16     |
| 142  | Daniel Hoelgaard      | 14     |
| 146  | Kenny Elissonde       | 13     |
| 152  | Steve Morabito        | 11     |
| 189  | Kévin Réza            | 5      |
| 198  | Johan Le Bon          | 4      |
| 228  | Lorrenzo Manzin       | 1      |